# August Thiersch

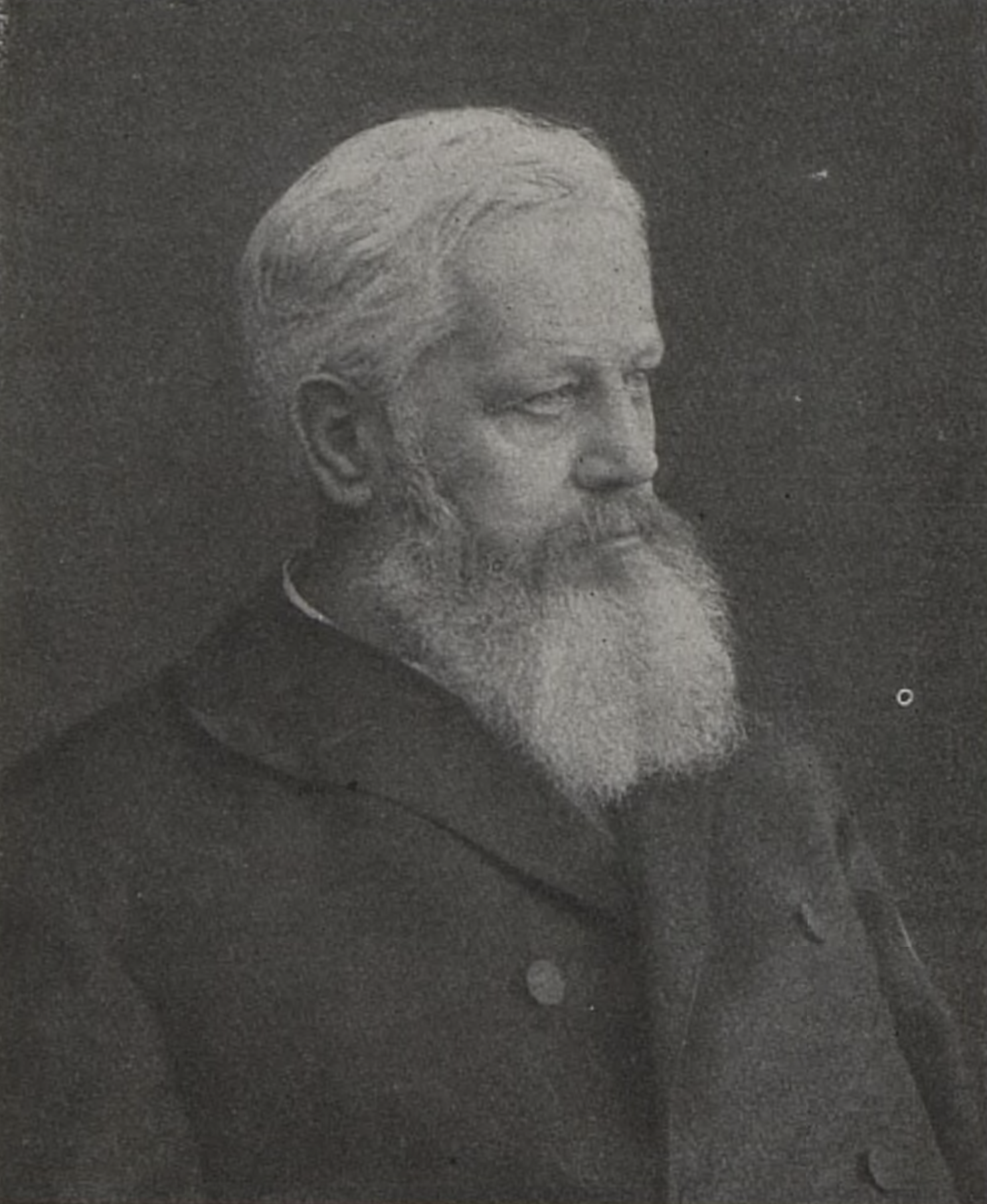
August Thiersch (31. Dezember 1916)

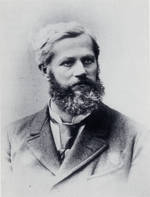
August Thiersch
(Jahr unbekannt)

August Thiersch (* 28. November 1843 in Marburg; † 1. Januar 1917 in Zürich) war ein deutscher Architekt und Hochschullehrer.

## Familie
Sein Vater war der Philologe und Theologe Heinrich Wilhelm Josias Thiersch, Sohn wiederum des Philologen und Schulreformers Friedrich Thiersch. Sein Bruder war der Architekt Friedrich von Thiersch, zu seinen vier Söhnen zählten der klassische Archäologe Hermann Thiersch (1874–1939) sowie der Gründer und Leiter der Hochschule für Kunst und Design in Halle, der Architekt Paul Thiersch (1879–1928).
Zusammen mit seinem Vater benutzte er das Pseudonym Asterios bei der Veröffentlichung ihres Buchs Die Physiognomie des Mondes 1879 in Nördlingen, mit dem sie, im Anschluss an die Arbeiten von Müller, Nasmyth und Carpenter versuchten, das heutige Aussehen der Mondoberfläche zu erklären. Ihrer Ansicht nach entstand das Mare Imbrium durch einen Einschlag. 1883 publizierten sie es in Augsburg noch mal unter ihrem wahren Namen.

## Leben und Werk
August Thiersch studierte wie sein Bruder Architektur. Von 1866 bis 1868 arbeitete er beim Eisenbahnbau in Mittelfranken und beim Brückenbau der Braunauer Linie mit. Anschließend wurde er Assistent des Architekten Gottfried von Neureuther an der Polytechnischen Schule München. Ab 1875 war er dort als ordentlicher Professor tätig, ab 1877 (nach der Umbenennung in Technische Hochschule München) als Professor für Baugeschichte und Bauformenlehre. Er wirkte dort als Lehrer für antike Bauformen, Perspektive und Schattenkonstruktionen bis zu seiner Emeritierung im Jahre 1908. Zusammen mit seinen Architektenkollgen Gabriel von Seidl, Hans Grässel und Franz Zell war er 1902 maßgeblicher Mitbegründer des Vereins für Volkskunst und Volkskunde in München, der später in Bayerischer Landesverein für Heimatpflege umbenannt wurde.
Bauten (Auswahl)

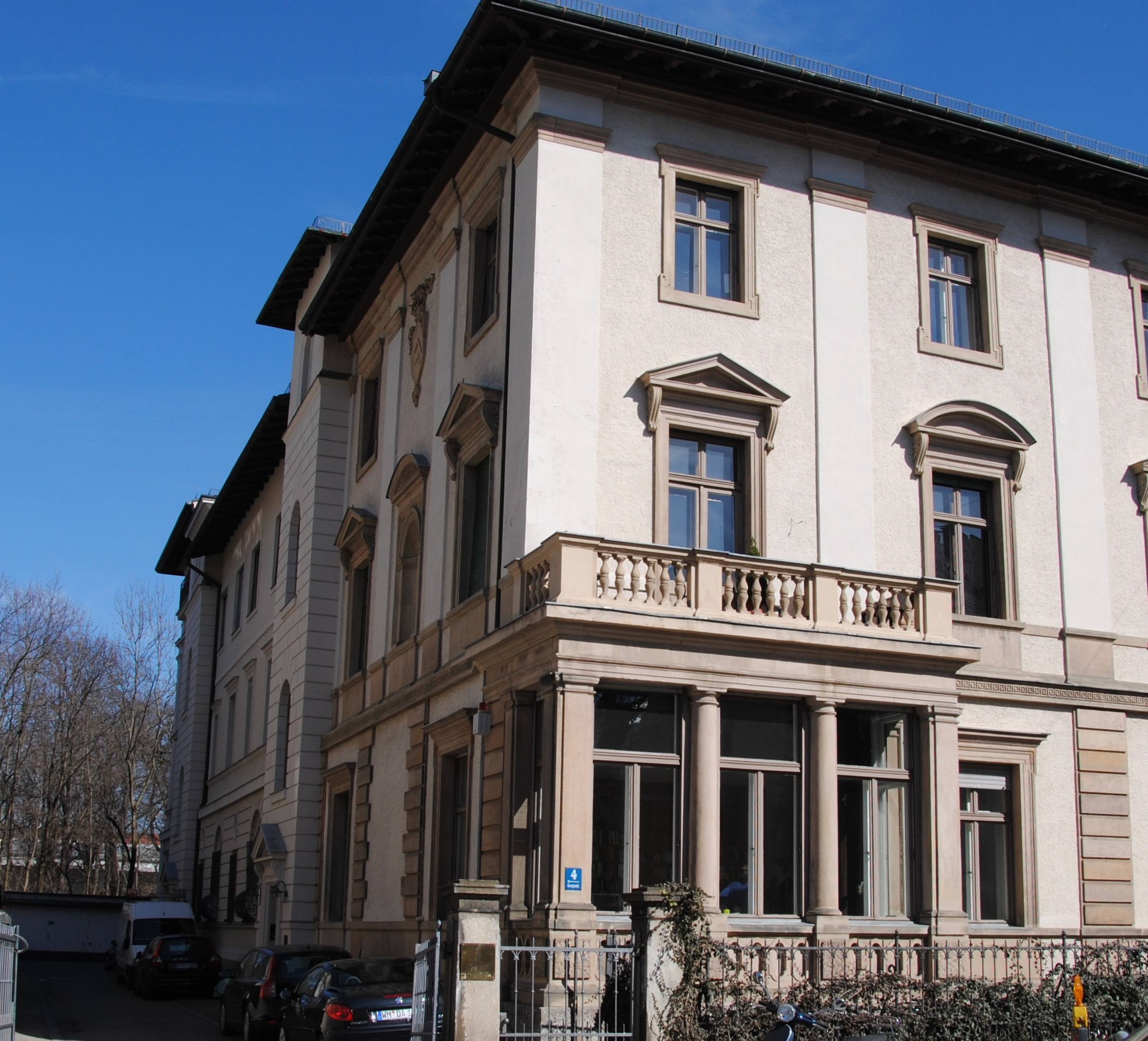
Der Piper-Verlag hat seinen Sitz in München in der Georgenstraße 4 in einer von August Thiersch erbauten Villa.

- 1871: Katholisch apostolische Kapelle in Augsburg
- 1874: Villa Theodorowitsch in Tegernsee
- 1886–1887: evangelische Erlöserkirche und Pfarrhaus in Eichstätt
- 1894–1897: katholische Pfarrkirche St. Ursula in München
- 1897–1899: Christuskirche in Berchtesgaden
- 1907: Rathaus in Schliersee
- 1908: katholische Pfarrkirche in Ebersberg
- 1910: Transformatorenstationen in Sonthofen
- 1910: Kammerer-Brücke in Traunstein

Villa Theodorowitsch
August Thiersch entwarf 1874 die unmittelbar am Tegernsee gelegene sog. „Serbenvilla“ für den serbischen Fürsten Theodorowitsch. Die Entwürfe zu der repräsentativen Ausstattung der Villa stammten von dem jüngeren und später recht bekannten Bruder Friedrich von Thiersch. Sowohl August Thiersch als auch Friedrich von Thiersch lehrten an der Technischen Hochschule München. Die Villa Theodorowitsch ist das einzige Werk, an dem die Brüder gemeinsam gearbeitet haben.
August Thiersch entwarf die Villa im Stil eines italienischen Palazzo der Renaissance, sie sollte den Anspruch des fürstlichen Auftraggebers in Größe und Ausstattung repräsentieren. Der eindrucksvollste Raum der Villa Theodorowitsch ist der im zweiten Obergeschoss gelegene ehemalige Festsaal, der von August und Friedrich von Thiersch gemeinsam gestaltet wurde. Die Deckenausmalung dieses Raums orientiert sich ebenfalls an Vorbildern der italienischen Renaissance, sie sind nach dem Übergang der ehemaligen fürstlichen Villa in den Besitz des Freistaates Bayern 1954 und dem Einbau einer Zwischendecke über ein halbes Jahrhundert hinweg weitgehend unberührt geblieben. Bei der Sanierung der Villa in den Jahren 2012 bis 2014 wurde die Zwischendecke wieder entfernt und die Deckenmalerei aufwendig restauriert.